# 몬따라스투코투코
몬따라스투코투코(Ctenomys occultus)는 투코투코과에 속하는 설치류의 일종이다. 아르헨티나에서 발견된다.

## 특징
몸통 길이가 13.8~15.2cm로 투코투코류 중에서 비교적 작은 종이다. 등과 옆구리 쪽 털은 보통 갈색과 시나몬 갈색이고 머리 윗 부분은 약간 어두운 색을 띤다. 배 쪽은 좀더 밝은 갈색을 띠며 목과 턱은 좀더 밝다. 두개골은 작다. 핵형은 2n=20, FN=40이다.

## 생태
습성에 대해 거의 알려져 있지 않다. 다른 투코투코류처럼 주로 여러 갈래의 굴로 이루어진 땅 속에서 서식하고 먹이는 식물이다. 차코 지역 서식지는 건조한 토양의 앞이 트인 건조림이다. 길 가에 자주 나타난다.

## 분포
아르헨티나 북서부 지역에 제한적으로 분포하며 투쿠만주에서만 발견된다. 종이 확인된 지역은 라코차와 라마드리드, 몬테아구도, 시모카 등이다.